# 仙蔵寺 (台東区)
仙蔵寺（せんぞうじ）は、東京都台東区にある真言宗智山派の寺院。

## 歴史
1572年（元亀3年）に開山された。元々は八丁堀に位置していたが、1613年（慶長18年）に現在地に移転した。
大火や震災などで堂宇を焼失しているので、当寺の由来を記した文書は残っておらず、詳細な沿革は不明となっている。

## 文化財
- 木造薬師如来立像（台東区有形文化財 平成5年度登載）[3]

## 交通アクセス
- 田原町駅より徒歩2分。